# FC Ulaanbaatar
FC Ulaanbaatar (tiếng Mông Cổ: ФС Улаанбаатар tiếng Nga: ФК Улан-Батор) là một câu lạc bộ bóng đá chuyên nghiệp có trụ sở tại Ulaanbaatar, Mông Cổ. FC Ulaanbaatar thi đấu ở giải Ngoại hạng Mông Cổ.

## Lịch sử
FC Ulaanbaatar được thành lập vào năm 2010  Bao gồm trong danh sách của đội là tiền đạo Kim Myong-Won đã tham gia World Cup 2010 và Sin Chol-Jin từ Cộng hòa Dân chủ Nhân dân Triều Tiên. Năm 2011, câu lạc bộ đã giành được danh hiệu Premier League Mông Cổ lần đầu tiên.

## Thành tích tại sân chơi châu lục
Tỷ số và kết quả liệt kê bàn thắng đầu tiên của FC Ulaanbaatar.
| Mùa giải  | Giải đấu | Vòng   | Câu lạc bộ       | Sân nhà | Sân khách | Tổng tỷ số |
| --------- | -------- | ------ | ---------------- | ------- | --------- | ---------- |
| 2023–24   | Cúp AFC  | Bảng I |                  |         |           |            |
| 2023–24   | Cúp AFC  | Bảng I | Thép Đài Loan    | 3–1     | 0–3       | 3–4        |
| 2023–24   | Cúp AFC  | Bảng I | Chao Pak Kei     | 1–0     | 1–0       | 2–0        |
| 2023–24   | Cúp AFC  | Bảng I | Đài Trung Futuro | 0–2     | 2–1       | 2–3        |
| Tổng cộng |          |        |                  |         |           |            |
| Trận đấu  | Thắng    | Hòa    | Bại              | BT      | BB        | HS         |
| 6         | 4        | 0      | 2                | 7       | 7         | 0          |

## Cầu thủ

### Đội hình hiện tại
Tính đến 1 tháng 9 năm 2023
Ghi chú: Quốc kỳ chỉ đội tuyển quốc gia được xác định rõ trong điều lệ tư cách FIFA. Các cầu thủ có thể giữ hơn một quốc tịch ngoài FIFA.
| Số | VT | Quốc gia   | Cầu thủ                 |
| -- | -- | ---------- | ----------------------- |
| 1  | TM | Mông Cổ    | Munkh-Erdene Enkhtaivan |
| 3  | HV | Mông Cổ    | Turbat Daginaa          |
| 4  | HV | Mông Cổ    | Bat-Orgil Gerelt-Od     |
| 5  | TV | Mông Cổ    | Ganduulga Ganbaatar     |
| 6  | HV | Mông Cổ    | Amgalanbat Batbaatar    |
| 7  | TĐ | Uzbekistan | Sardorbek Matmuratov    |
| 8  | TV | Mông Cổ    | Uuganbayar Purevsuren   |
| 9  | TĐ | Mông Cổ    | Oyunbaatar Mijiddorj    |
| 10 | TĐ | Mông Cổ    | Baljinnyam Batbold      |
| 11 | TV | Uzbekistan | Islom Shodmonov         |
| 12 | HV | Mông Cổ    | Oyunbaatar Otgonbayar   |

| Số | VT | Quốc gia | Cầu thủ                   |
| -- | -- | -------- | ------------------------- |
| 14 | TĐ | Serbia   | Saša Teofanov             |
| 17 | TV | Mông Cổ  | Gantogtokh Gantuya        |
| 18 | HV | Mông Cổ  | Munkh-Erdene Lkhagvasuren |
| 19 | HV | Mông Cổ  | Tsogt-Ochir Jargaltuya    |
| 22 | TV | Serbia   | Nemanja Krusevac          |
| 23 | TV | Mông Cổ  | Dulguun Amaraa            |
| 24 | TV | Mông Cổ  | Unur-Erdene Erdenechimeg  |
| 26 | TV | Mông Cổ  | Temuujin Altansukh        |
| 28 | HV | Serbia   | Dušan Cirković            |
| 29 | TM | Mông Cổ  | Munkhsuld Battseren       |
| 30 | TM | Mông Cổ  | Chuluunbor Sengetsamba    |

## Những huấn luyện viên trong lịch sử
| Tên                  | Quốc tịch  | Giai đoạn | Tham khảo |
| -------------------- | ---------- | --------- | --------- |
| Battulga Nasan-Ulzii | Mông Cổ    | 2011–2013 |           |
| Jun Fukuda           | Nhật Bản   | 2014–2017 | [ 11 ]    |
| Marco Ragini         | San Marino | 2018–2019 | [ 12 ]    |
| Ganbat Bekhbat       | Mông Cổ    | 2019–2020 |           |
| Vojislav Bralušić    | Serbia     | 2020–     | [ 13 ]    |

## Danh hiệu
- Giải bóng đá ngoại hạng quốc gia Mông Cổ: (1) [14]
  - Vô địch: 2011.
  - Á quân: 2015, 2018.
- Siêu cúp Mông Cổ: (0)
  - Á quân: 2011.
- Cúp Liên đoàn: 
  - Á quân: 2017 [15].